# Pata (okres Galanta)
Pata je obec na Slovensku v okrese Galanta. Obec se nachází v centrální části Podunajské nížiny na jihozápadním okraji Nitranské pahorkatiny. Leží 9 km východně od města Sereď, v těsné blízkosti rychlostní silnice R1 (E58) Trnava – Nitra, přičemž je ve vzdálenosti 25 km od Trnavy i od Nitry.

## Historie
Archeologické nálezy dokládají, že území obce bylo osídleno již v pravěku. První písemná zmínka o obci pochází z roku 1156. V listině ostřihomský arcibiskup Martyrius opravňoval kanovníky ostřihomské kapituly vybírat desítky z Paty („Pta“) a jiných vesnic jeho arcibiskupství. Konkrétně Pata byla přidělena kanovníkovi Diuovi. Druhá písemná zmínka o obci pochází z roku 1252 a váže se k místnímu obyvateli, zemanu Ladislavovi z Paty. Samotná obec vznikla zřejmě právě z původní zemanské usedlosti. Už ve středověku se na území obce nacházel kostel. S jistotou je doložen od roku 1332, což vyplývá ze záznamů papežských výběrčích desátků.
Obce se přímo dotkla maďarská revoluce v letech 1848/1849. V roce 1849 se maďarské vojsko v čele s velitelem Josefem Naďšándorem snažilo bránit povodí Váhu před postupujícím císařským vojskem. I přes počáteční maďarské úspěchy se císařskému vojsku v červnu podařilo prolomit vojenskou linii a proniknout za Vah. Na území Paty se následně odehrála bitva mezi císařskými vojsky a honvédským jezdectvím. Maďarské vojsko bylo zdecimováno a vyžádalo si smrt 140 honvédů.
Obce se dotkla druhá světová válka. Mnozí její obyvatelé bojovali a zemřeli na východní frontě. V prosinci 1944 obec obsadila německá vojska, 22. prosince 1944 byla obec bombardována sovětským letectvem. Německá vojska se v obci opevnila, přičemž na práce využívala i místní síly. Přímé boje na území obce trvaly v období od 29. března do 1. dubna 1945, kdy byla obec osvobozena.

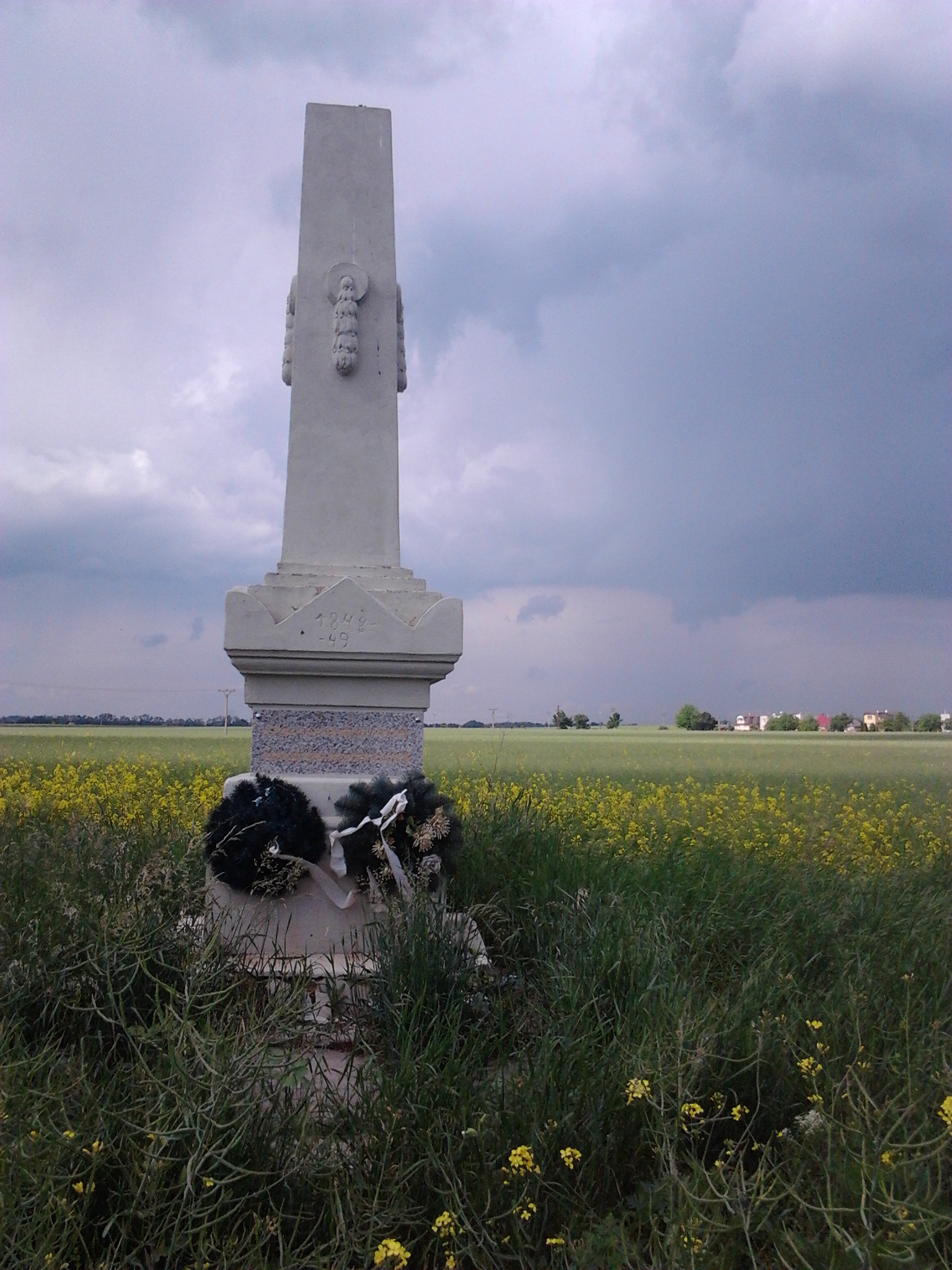
Pomník postavený na památku 140 padlých maďarských honvédů v boji proti císařskému vojsku v katastru Paty.

## Pamětihodnosti
Žádný objekt v obci není zapsán v Ústředním seznamu památkového fondu. V obci je římskokatolický kostel Narození Panny Marie z roku 1820, který byl postaven na místě původního kostela uváděného již v roce 1332 a nově postavený kostel z roku 2007. Za vsí je obelisk připomínající střet maďarských honvédských vojsk s císařskými vojsky u Paty ve dnech 16. - 19. června 1849. 